# 紐約大都會
紐約大都會（英語：New York Mets）是一支在紐約州紐約的美國職棒大聯盟球隊，隸屬國家聯盟東區。
他們贏過兩次世界大賽冠軍，第一次是在1969年，第二次則是在1986年。

## 歷史

### 創立初期
1959年7月27日，紐約律師William Shea宣佈第三個職業聯盟大陸聯盟將在1961年開打。這個聯盟將會有一支球隊將其主場設立於紐約。1960年8月28日，大陸聯盟解散，但是此聯盟的4支會員球隊被承諾將被大聯盟吸收於國家聯盟或是美國聯盟中。
1961年3月6日，紐約大都會棒球隊（The New York Metropolitan Baseball Club Inc.）被國聯總裁Warren Giles正式接納為會員球隊。5月8日，紐約國聯球隊發表聲明，球隊名字的暱稱正式命名為"Mets"（一個根據原本球隊公司"New York Metropolitan Baseball Club, Inc."的簡稱）。10月10日，在辛辛那提的 Netherland-Hilton 飯店中，大都會進行了國聯史上的第一次特許選秀會，花了 1800萬美金選進了22位球員。10月28號Flushing Meadows Park正式動土施工。
11月16日，運動漫畫家 Ray Gatto 替大都會設計的圓形商標正式公佈。在之後的歷史中，這個隊徽一直被沿用。這個徽章形狀加上橘色縫線代表棒球的樣子，前景的橋象徵著大都會帶著國聯重返紐約，也代表了紐約的五個行政區。背景中的空中輪廓圖也代表著特殊意義。在左邊的教堂尖塔象徵著布魯克林教區。左邊數過來第二棟建築物是Williamsburgh Savings Bank，布魯克林最高的建築。再下一個是 Woolworth Building。在概括市中心的空中輪廓圖之後，緊接著就是帝國大廈。在最右邊則是聯合國大廈。大都會的顏色融合了道奇隊的藍色以及巨人2隊的橘色，象徵著在道奇和巨人相繼移到加州之後再度回到紐約。藍色和橘色也是紐約州的官方顏色。
1962年4月11日，大都會進行了隊史上的第1場比賽，這1場比賽在客場，和聖路易紅雀舉行比賽，大都會最後以4：11輸球（這場比賽原訂4月10日舉行，因雨延後1天）。4月13日，在波羅球場大都會進行了隊史上的第1場主場比賽，最後以3：4輸給匹茲堡海盜。4月23日，在海盜主場上，大都會以9：1踢館成功，獲得隊史上第1勝。1964年4月17日，大都會在新球場謝亞球場舉辦第1場比賽，最後以3：4 輸海盜。這場比賽是這個耗資2850萬美金並歷時 29 個月建造工程的最高潮。原本球場的名字是Flushing Meadow Park，但是為了紀念這位將國聯棒球帶回紐約的男人William A. Shea，因而有了改變名字的計畫。同時謝亞球場也是第一個可以把棒球場轉換為美式足球場的場地，又重新使用了兩個馬達操縱的觀眾席，可以用地底下的軌道來移動。
1966年4月2日，大都會獲得USC投手Tom Seaver，他被人稱為是"The Franchise"。Seaver幫住這支在Casey Stengel領導下，從原本在1960年代早期是個常敗軍的球隊，到達了世界大賽，並獲得了隊史的第1座世界大賽冠軍。在替大都會效力的12個球季裡，Seaver投出了198勝124敗、防禦率2.57的傲人紀錄。總計他帶領球隊贏得了1次世界大賽冠軍及2次國聯冠軍。並且他也保有了多項大都會隊史投手紀錄，包括了勝投、防禦率、先發次數、完投次數、三振數、完封次數以及其他各個項目。在 Seaver 的生涯紀錄，他獲得了 311勝，生涯防禦率2.86。他在具有入選名人堂資格的第1年（1992年），就成功的進入了名人堂。1988，他也進入了大都會的名人堂。

### 1969年：第一个世界大賽冠軍
1969年的帳面成績在乍看之下並不讓人們覺得大都會有辦法衝擊季後賽，團隊全壘打僅109支，在火力上明顯有不少隱憂，但由於先發投手Tom Seaver本季豪奪25勝，在他的領軍之下大都會終年都在國家聯盟表現穩定。
9月10日，隨著芝加哥小熊的季末崩盤，以及大都會對蒙特婁博覽會的二連勝，以100勝62敗躍升為分區第1名，在隊史上是第1次。
9月24日，大都會於主場以6：0完封紅雀，獲得了隊史上的第1次國聯東區冠軍。
10月4日，於亞特蘭大勇士主場，大都會進行了隊史上的第一場季後賽，結果是以9：5贏球。這也是國聯史上的第一次國聯冠軍系列賽。
10月6日，大都會在主場以7：4獲勝，直落三橫掃勇士並贏得了隊史上第一座國聯冠軍。
10月11號，大都會和巴爾的摩金鶯進行隊史第一次的世界大賽，雖然首場以1：4輸給金鶯，不過接下來大都會連續4場比賽擊敗對手，贏得了隊史上的第一个世界大賽冠軍。Tom Seaver也在球季結束後贏得他生涯第一座賽揚獎。

### 1972年－1985年
1972年5月11日，大都會以投手Charlie Williams從舊金山巨人換來傳奇外野手威利·梅斯（Willie Mays）。
1973年10月1日，大都會在客場以6：4勝小熊，贏得了國聯東區冠軍寶座，這是大都會隊史第2次邁向季後賽。10月10日，在主場50323位球迷的見證下，Tom　Seaver和Tug McGraw聯手只被擊出七安打的投球，大都會以7：2擊敗辛辛那提紅人，贏得隊史第2座的國聯總冠軍，但在世界大賽與挑戰二連霸的奧克蘭運動家纏鬥七場後遭到淘汰。球季結束後Tom Seaver以19勝、國聯最佳的2.08防禦率、18場完投（包含3完封）與251次三振一舉贏得防禦率王、三振王及賽揚獎，這也是Seaver生涯第二度獲獎。威利·梅斯也在這年退休，職業生涯最後兩年於大都會只敲出14支全壘打，但無損他做為傳奇球星的光芒。
1974年大都會的戰績嚴重退步，71勝91負在分區排名第五，Tom　Seaver也在這年結束他自新人年起連續7年都投出16勝以上的紀錄。1975年戰績稍微回升，82勝80敗在分區排名第三，Tom　Seaver這年身手回歸，22勝與243次三振都是國聯最佳，季後獲得生涯第三座賽揚獎。
1976年戰績進步到86勝76敗，但還是僅在分區排名第三，無緣季後賽。這年球隊的左投手Jerry Koosman開始逐漸取代Tom　Seaver的鋒芒，他在這年投出了21勝，不過Seaver的235次三振仍是國聯最多的。
1977年6月15日，大都會將Tom Seaver交易至紅人，換得了投手Pat Zachry、內野手Doug Flynn、外野手Steve Henderson和Dan Norman。在1977-1979這三年間，大都會的戰績連續三年都不足70勝，年年都在分區墊底。
1980年1月24日，大都會被賣給以Nelson Doubleday和Fred Wilpon為首的集團。交易價格粗估為2110萬美金，這是當時美國職業運動球隊有史以來最貴的轉讓費。1982年6月，大都會在選秀會上第五輪選走了未來將成為主力的潛力投手「K博士」－德懷特·古登（Dwight Gooden）。
1983年Tom Seaver回到了老東家，雖然身手已不復當年，但他還是投出9勝14負、防禦率3.55、負擔231局的及格成績；同年的6月15日，大都會用投手Neil Allen及Rick Ownbey和紅雀換來了一壘手Keith Hernandez，他曾是1979年的國聯打擊王。球季結束後外野手「草莓」－Darryl Strawberry因為在菜鳥年就擊出26轟而獲得新人王。而這兩年內大都會的戰績依舊沒有太大的起色，連續兩年都在分區墊底。
1984年大都會終於止跌回升，雖然在分區排名第二飲恨，但90勝72敗已是近年最佳的成績，這年的另一個亮點就是前兩年選進的Dwight Gooden在菜鳥年大放異彩，218局內投出國聯最多的276次三振，並摘下17勝，這讓他在生涯首年即獲得新人王。
1984年12月12日，大都會用內野手Hubie Brooks、捕手Mike Fitzgerald、外野手Herm Winningham及投手Floyd Youmans共4人和博覽會換來了明星捕手Gary Carter。這個補強在1985年球季馬上收到更大的成效，Gary Carter在來到大都會的第一年即敲出32轟與100分打點，而Dwight Gooden這年更是擦亮他「K博士」的招牌，24勝、防禦率1.53、16場完投（包含8場完封）、負擔276.2局與268次三振全是國聯最佳，幾乎完全宰制比賽，他不但包辦投手三冠王也同時拿下賽揚獎。然而縱使大都會打出98勝64敗的戰績，同區的聖路易紅雀卻有更多的101勝，所以還是無緣重返季後賽。

### 1986年：第二座世界大賽冠軍
花費兩年時間磨練的大都會此時在各方面的戰力均已整備到位，關鍵打者如捕手Gary Carter擊出24轟、105分打點；打擊率都超過三成的內野手Keith Hernandez與Wally Backman；貢獻20轟-20盜的「草莓」－Darryl Strawberry；稱職扮演好外野要角的Mookie Wilson與Lenny Dykstra。投手方面，Dwight Gooden所領軍的五人輪值除了Rick Aguilera以外都投出15勝以上的戰績，連終結者Roger McDowell都斬獲了14勝外帶22次救援。
1986年9月17日，大都會於主場以4：2擊敗小熊，並且也贏得了國聯東區冠軍，睽違13年終於重返季後賽。在投打都強力發揮之下，大都會整年獲得隊史最佳的108勝84負戰績。10月15日，這場堪稱季後賽史上戰況最激烈的比賽中，大都會最後在16局以7：6擊敗了休士頓太空人。贏得了隊史第3座的國聯總冠軍。10月25號世界大賽第六戰，大都會創造了一個奇蹟，在10局下半兩人出局連續得兩分，其中最關鍵的是Mookie Wilson擊出了一壘方向滾地球，球竟然從波士頓紅襪一壘手Bill Buckner的胯下穿過，這也使得Ray Knight跑回來得分，大都會以6：5 贏球。10月27日，世界大賽第七戰因雨延賽1天，最終大都會8：5擊敗了紅襪，贏得了隊史上的第2次世界大賽冠軍。

### 1987年－1998年
拿下世界大賽冠軍後的隔年大都會雖然依舊保有競爭力，但卻一直與紅雀糾纏的難分難解。最終大都會以92勝70敗不敵紅雀的95勝67敗，挑戰衛冕失敗。這年大都會的團隊盜壘高達159次，Darryl Strawberry與三壘手Howard Johnson均繳出「30轟-30盜」的成績。
1988年大都會捲土重來，以100勝60敗的戰績再次贏得國聯東區冠軍，重返季後賽，但最終在國聯冠軍戰與道奇苦戰7場遭到淘汰。這年大都會有多位球員奪得個人獎項－Darryl Strawberry以39支全壘打成為全壘打王；新人投手David Cone投出20勝3敗、防禦率2.22，負擔231.1局投出213次三振。
1989年由於王牌投手Dwight Gooden受傷，大都會的戰績受到影響，這也迫使球隊展開部分重建，他們在6月18日將明星外野手Lenny Dykstra與Roger McDowell、Tom Edens一同交易到費城人，換回日後貢獻不多的Juan Samuel。該年戰績為87勝75敗，在分區排名第二，落後第一名的小熊高達6場勝差。Howard Johnson此年再度達成「30轟-30盜」（該季為生涯新高的41盜）。季後球隊用Kip Gross與Randy Myers為代價，向紅人交易來日後的主力終結者－John Franco。
1990年大都會的投手群表現可說是相當理想－左投Frank Viola投出20勝，負擔249.2局為國聯之冠；傷癒復出的Dwight Gooden投出19勝、並有223三振；David Cone貢獻14勝，233次奪三振為國聯最多；John Franco拿下33次救援點，生涯第二度贏得救援王，然而這幾位投手的好表現還是無法帶領球隊重返季後賽，大都會最終以91勝71敗的戰績結束球季。Darryl Strawberry在球季結束後選擇投奔道奇。
1991年大都會只打出77勝84敗的戰績，在分區排名第五，這也結束球隊連續7年保持五成以上勝率的紀錄。這季的兩個亮點是David Cone投出241次三振連莊三振王，以及Howard Johnson生涯第三度達成「30轟-30盜」，而且38轟及117分打點都是國聯最佳。
為了重返榮耀，大都會在1992年開季前展開了一筆大交易，用Gregg Jefferies、Kevin McReynolds與Keith Miller向皇家隊換來美聯1985年與1989年的兩屆賽揚獎得主－布瑞特·薩伯哈根（Bret Saberhagen），同時以5年合約簽下海盜隊的明星球員Bobby Bonilla。然而這些補強在開季後卻沒有幫助到球隊太多，加上Howard Johnson與Bret Saberhagen的受傷，慘澹的戰績促使球隊再度展開重建，例如在831前將王牌投手David Cone交易到藍鳥隊，換回傑夫·肯特（Jeff Kent）與Ryan Thompson。這年以72勝90敗、分區第五結束球季。
1993年大都會打出近年來最糟糕的59勝103敗戰績，在分區排名第七墊底。
1994年因為大罷工的影響，大都會只進行113場比賽，以55勝58敗、分區第三坐收。這季值得欣慰的是前兩年交易來的Bret Saberhagen恢復身手，14勝4敗，防禦率僅2.74；John Franco的30次救援成功為國聯最多，這也是他生涯第三度贏得救援王（然而若沒有大罷工的發生，上述兩人的紀錄必定可以再向上攀升）。1994年也是Dwight Gooden待在大都會的最後一年，這年Gooden因傷整季提前報銷，這位球員在此之前雖然曾風光拿下賽揚獎，但因為禁藥與鬥毆事件使得形象嚴重受損，所以大都會並沒有想要與他續約的打算。
1995年大都會在731前將Bret Saberhagen交易到洛磯隊換取Arnold Gooch，此時球隊已無可以獨當一面的王牌投手。這年戰績69勝75敗，在分區排名第二。5月5日，大都會在客場以6：9輸給博覽會，這場球賽中，Edgardo Alfonzo成為大都會第一百位上場的三壘手。大都會從1962年開始啟用第一位三壘手Don Zimmer到現在，一共有121位選手出現在三壘這個位置。在121位選手中，只有10位的選手為大都會出賽守三壘超過兩百場比賽。其中最耀眼的就是Howard Johnson，他替大都會連續八年擔任三壘手出賽了835場。Edgardo Alfonzo擔任三壘手的出賽場次比其他121選手都多，除了這三位退休的大都會選手：Johnson、幫助球隊拿到1969世界大賽冠軍的Wayne Garrett以及Hubie Brooks。而1999年的金手套獎Robin Ventura則替大都會擔任三壘手出賽了436場。
1996年對大都會的一些球員來說可說是大爆發的一年，例如捕手Todd Hundley擊出41轟，成為當年全大聯盟的捕手全壘打王；中外野手藍斯·強森（Lance Johnson）揮出227支安打（包含21支三壘安打亦是國聯最多）蟬聯國聯安打王；過去表現一直穩健的Bernard Gilkey則擊出30轟、117打點、跑出17盜，並有.317的打擊率。然而這年戰績還是不佳，71勝91敗在分區排名第四，明星二壘手Jeff Kent與Jose Vizcaino在季中被球隊交易，換回Carlos Baerga與Alvaro Espinoza。
1997年開季前大都會透過交易獲得藍鳥強打一壘手John Olerud。6月16日，大都會和紐約洋基進行首次的地鐵大戰，大都會在第1局就連得3分，而且投手Dave Mlicki也投出了一場完封賽，最後大都會以6:0贏得比賽。這年再次回到五成勝率，88勝74敗在分區排名第三。
早在1998年開季前，大都會就先用三名小聯盟球員交易到幫助佛羅里達馬林魚在1997年拿到世界大賽冠軍的王牌左投艾爾·萊特，同時他們還積極從亞洲尋找海外球員，像是從日本職棒東京養樂多燕子網羅到投手吉井理人、以小聯盟約簽下韓國籍的投手徐在應，這兩位分別是隊史第一位日本人與韓國人。同年5月22日，大都會又以農場的外野手Preston Wilson和兩位左投手－Ed Yarnell與Geoff Getz和馬林魚交易來強打捕手－麥克·皮耶薩（Mike Piazza）。皮耶薩來到球隊即敲出23發全壘打與76分打點，打擊率更高達.348。
球季最後大都會打出88勝74敗的戰績，在分區排名第二，由於落後國聯中區的小熊兩場勝差，所以無緣挑戰外卡。

### 1999年－2000年：連續兩年季後賽
1999年開季前，大都會展開一連串的大補強，像是從自由市場上以四年合約簽下白襪的五屆金手套獎得主－Robin Ventura、向道奇交易來快腿外野手Roger Cedeño、用三方交易換得金鶯的救援投手Armando Benítez等。
10月17日，大都會以5：0擊敗紅人，以外卡晉級國聯季後賽。在分區系列賽以3：1打敗亞利桑那響尾蛇，繼1988年後再次進入國聯冠軍賽。儘管前4戰大都會以1勝3敗落後勇士，第5戰還是令人動容，這場比賽塵戰了15局才分出勝負。15局上半，勇士取得3:2領先。15局下半，大都會將比數追為3：3平手，緊接著Robin Ventura擊出了再見滿貫全壘打贏得了比賽（但是因為Ventura在跑壘時通過一壘後被場內的慶祝活動所包圍，無法跑完四壘，所以在稍後這支全壘打就被判定為是一支一壘安打。最後比分是4:3，但並不影響比賽結果）。第6戰也是戰況激烈的一役，儘管勇士在1局下半就得了5分，但是大都會還是把比分追了回來，直到11局下半，才因為再見保送以9:10敗下陣來。
2000年開季前，大都會再次展開一筆大交易，他們用Kyle Kessel、Roger Cedeno與Octavio Dotel向太空人換取前一年的國聯勝投王（22勝）Mike Hampton。這年球隊以94勝68敗的戰績搶下外卡資格，在分區系列賽大都會以3:1打敗巨人，其中在第4戰，大都會投手Bobby J. Jones完封9局，只被打了1支安打，送出5次三振兩次保送，在投球的9局裡有8局是讓對手三上三下。
國聯冠軍戰中大都會以4：1擊敗了紅雀，贏得了隊史上第4座的國聯總冠軍。Mike Hampton在第5戰完投9局，只被打了3支安打和1次保送，送出了八次三振，帶領球隊以7：0胡牌。他也是這個系列賽的最有價值球員。隔天洋基贏得了美聯冠軍，也促成了自1956年以來的第1次世界大賽的地鐵大戰。
世界大賽第2場，洋基由羅傑·克萊門斯先發。在球季稍早的跨聯盟賽事中，克萊門斯的快速球擊中了大都會隊捕手麥克·皮耶薩的頭部，造成他腦震盪而進入傷兵名單。由於當時規定在國聯的主場比賽中投手必須下場打擊，洋基總教練喬·托瑞決定讓克萊門斯於第2戰在主場先發，如此可避免他在國聯的球場投球及打擊，而給大都會一個報復的機會。
然而，儘管托瑞夠謹慎小心，但是在第2戰克萊門斯和皮耶薩還是出現了糾紛。在皮耶薩的第1個打席裡發生斷棒。球出了界，但是尖銳的斷棒飛向克萊門斯。克萊門斯衝下投手丘，把斷棒丟向邊線，差點打中正在跑壘的皮耶薩。皮耶薩認為這是危險動作，大都會球迷也嚴厲批評克萊門斯的行為。克萊門斯在賽後辯解說他沒看到皮耶薩跑過來，他很生氣地把斷棒丟到旁邊是因為他的身體充滿著緊張的能量。皮耶薩後來用全壘打報了仇，但是最後克萊門斯還是獲得勝投。最後大都會以1:4不敵洋基，無緣在進入21世紀的第一年就拿下世界大賽冠軍。

### 2001年
開季前大都會簽下了1993年的美聯防禦率王Kevin Appier，並從日本職棒阪神虎延攬到外野手新庄剛志。
2001年7月14日，大都會以2：0擊敗了紅襪，Bobby Valentine也成為大聯盟史上第48位勝場數到達1000的教練。在這場比賽，Glendon Rusch （8局）和 Armando Benitez （1局）聯手投出了大都會隊史上第 22 次1安打比賽。Rusch這場比賽唯一被敲的1支安打，就是被Trot Nixon在第1局所打出的強襲安打。
8月21日，Mike Piazza在對上科羅拉多洛磯的Mike Hampton時，擊出了他捕手生涯的第300支全壘打。這支全壘打也是他這個球季的第30號全壘打，這也使他成為現役球員中連續7年打出30支全壘打的4位選手之一。
9月21日，大都會舉辦了紐約市在911事件後的第1場職業運動比賽。當皮耶薩在面對勇士時，第8局擊出了2分打點全壘打，幫助大都會以3：2贏得了比賽，也使得紐約看到了閃耀的希望之星。
10月6日，Lenny Harris在對上蒙特婁的卡爾·帕瓦諾時上場代打，擊出了一壘安打，也打破了大聯盟史上，由Manny Mota所保持的生涯151次代打的紀錄。
這年大都會的戰績僅82勝80敗，無緣連續三年進入季後賽。

### 2002年－2005年
2002年開季前大都會執行了一場不成功的交易，他們用Alex Escobar、Matt Lawton、Jerrod Riggan、Earl Snyder與Billy Traber向印地安人交易當時聯盟最知名的明星二壘手－Roberto Alomar。同時把Kevin Appier交易到天使，換得1995年在紅襪贏得美聯MVP的Mo Vaughn。三壘手Robin Ventura被交易到洋基換取David Justice，幾天後Justice再被交易給運動家，換回了Mark Guthrie與Tyler Yates。
Alomar來到大都會後打擊表現嚴重退化，球隊這年的戰績退步到75勝86敗，在分區墊底。
2003年開季前大都會以四年4250萬美金的合約網羅到前勇士隊的名投湯姆·葛拉文（Tom Glavine），不過他來到球隊的表現不佳，同時也網羅到前馬林魚的明星外野手Cliff Floyd。球季中大都會決定把Roberto Alomar交易到白襪隊，換回Andrew Salvo、Edwin Almonte與Royce Ring等小聯盟球員。這年戰績66勝95敗，於分區再次墊底。
儘管前幾年簽下日本職棒球員的效果都不突出，大都會於2004年開季前還是再次出手，簽下過去在埼玉西武獅有「核彈頭」之稱的松井稼頭央。而松井隨即在開幕戰對勇士上演「新人初登場首打席首球開轟」的紀錄，為大聯盟史上頭一遭。這年大都會戰機依舊不佳，71勝91敗，不過排名上升到第四名，避免連續三年成為分區爐主。
2005年大都會砸下兩筆重金補強投打，先以四年5300萬美金的合約網羅到前一年幫助紅襪破除「貝比魯斯魔咒」、生涯三度贏得賽揚獎的名投－佩卓·馬丁尼茲（Pedro Martínez），再用7年1億1900萬美金的天價合約簽下卡洛斯·貝爾川（Carlos Beltrán）。這年大都會以83勝79敗的戰績重回五成勝率，不過只在分區排名第三。值得注意的是球隊未來倚重的人物大衛·萊特（David Wright）於此年初試啼聲，他擊出27支全壘打、102分打點、17盜，打擊率有.306，另外同是新人的游擊手荷西·雷耶斯（José Reyes）擊出的17支三壘安打與60次盜壘均為國聯最多。

### 2006年：再次進入國聯冠軍賽
開季前大都會以4年4300萬美金的合約簽下當時被認為在聯盟中僅次於馬里安諾·李維拉的強力終結者－「速球小子」比利·華格納（Billy Wagner），同時透過交易Grant Psomas、Mike Jacobs與Yusmeiro Petit，向馬林魚隊換來重砲一壘手卡洛斯·戴加多（Carlos Delgado）。
季中大都會的輪值出現了一些隱憂，佩卓·馬丁尼茲因傷缺席，不過Tom Glavine與Steve Trachsel適時繳出好的表現，兩人都貢獻了15勝。另一個關鍵就是5月時與響尾蛇隊交易來「公爵」－奧蘭多·赫南德茲（Orlando Hernández），他來到球隊後判若兩人，先發20場，投出9勝7負、負擔了116.2局，為當時傷兵眾多的大都會輪值減輕不少壓力。Billy Wagner整季則為球隊守下40場比賽，貢獻亦不在話下。打者方面，頂替皮耶薩離隊後的捕手Paul Lo Duca表現稱職；José Reyes連續兩年都在三壘安打與盜壘數上保持領先；David Wright表現更上一層樓－26轟、116分打點、20盜、.311的打擊率都與去年相仿甚至突破；Carlos Beltrán擊出41支全壘打，打出符合身價的表現；Carlos Delgado也有38支全壘打、114分打點的好表現。
在投打發揮得宜的情況下，大都會以97勝65敗贏得分區冠軍，繼2000年後再次重返季後賽。在分區系列賽大都會以直落三橫掃道奇，但在國聯冠軍賽以3：4遭到紅雀淘汰。

### 2015年：睽違15年的世界大賽
9月27日，大都會客場以10：2擊敗了紅人，繼2006年以來拿到季後賽門票和分區冠軍。
10月15日，大都會在NLDS關鍵第5戰以3比2險勝洛杉磯道奇，挺進國聯冠軍系列賽。
10月22日，大都會在NLCS第4戰以8:3獲勝，最終以直落四敲碎小熊回到未來的希望，繼2000年後再度挺進2015年世界大賽。
11月2日，大都會在世界大賽第5戰，先是被美聯冠軍堪薩斯市皇家在9上追平，接著來到12局上半，此時來臨的子夜也象徵著大都會今年的灰姑娘傳奇要成灰了，這個半局皇家一口氣灌進5分。最後大都會以2:7輸球，世界大賽以1:4不敵皇家。

### 2016年
雖然山羊先生Daniel Murphy轉戰國民，但大都會以Jon Niese向海盜換取天行者Neil Walker。
儘管無法拉下火熱的國民，大都會仍得以，擺脫傷兵困擾，順利搶下外卡，與舊金山巨人一戰定生死。
雙方果然一如預期投手戰，最終Jeurys Familia在9上被Conor Gillaspie轟出三分砲也奠定勝利基礎，將大都會淘汰。

### 2018年：向美國隊長說再見
大都會確定由印地安人投手教練Mickey Callaway為新任總教練，並在開季跌破眾人眼鏡，打出一波高潮，但接下來後繼無力。
季中交易，大都會將Asdrubal Cabrera送到費城人，又把守護神Jeurys Familia交易到運動家，換取新秀來。9月，已經2年多沒能上場的大都會第4任隊長，「美國隊長」萊特在新聞發佈會上宣佈，他在9月29日主場對馬林魚的比賽擔任先發三壘手作為生涯最終戰。雖然說自己不是退休，但說以後不會再回來打球了，連同屬紐約的洋基也買了廣告向他致敬。

### 2019年
9月25日，稍早釀酒人在客場以9：2大勝紅人，代表小熊和大都會無緣季後賽，也是大都會連續四年無緣晉級季後賽。季後開除米奇·卡拉韋，由曾效力於大都會的卡洛斯·貝爾川接掌兵符。

### 2020年
2019年11月1日，卡洛斯·貝爾川以3年外帶第四年選擇權取代米奇·卡拉韋獲聘擔任大都會總教練。2020年1月16日，卡洛斯·貝爾川因涉嫌休士頓太空人偷取暗號醜聞而辭去了大都會的總教練。

### 2021年
1月16日，Luis Rojas接替貝爾川為大都會隊新任總教練，10月4日，在以77勝85敗結束賽季，大都會決定拒絕執行Luis Rojas合約選項。
大都會找到下任總管。球隊與Billy Eppler面試後，正和他商談合約細節。現年46歲Eppler曾擔任洛杉磯天使總管一職長達六年，於2020賽季後被開除離職，再之前是紐約洋基副總管。

### 2022年
大都會老闆Steve Cohen在推特宣布以三年合約聘用65歲、執教生涯20年橫跨4隊（在巴爾的摩金鶯為期9年時間最長）的巴克·休瓦特成為球隊下任總教練。老闆的豪邁補強，果然顯現於大都會戰績上。本季大都會幾乎全程領跑國聯東區，並於9月19日7：2打敗密爾瓦基釀酒人，自2016年以來首度取得季後賽門票。
然而，面對衛冕軍勇士的步步進逼，大都會卻在球季尾聲失速，最後在做客勇士的天王山3連戰遭橫掃，導致對戰屈居劣勢（9勝10敗）最終戰績即便與勇士同為101勝61敗也只能以國聯第4種子與第5種子聖地牙哥教士進行三戰兩勝制外卡系列戰。
系列賽第一戰由麥斯·薛澤掛帥先發，但他僅投4.2局就挨四轟失掉七分，最終球隊也以1：7輸掉第一場，大都會隊在外卡系列賽第2戰沒有退路，推出傑寇伯·迪格隆登板先發，繳出6局失兩分的優質內容，以7：3擊敗教士隊。系列賽第三戰，在教士先發投手喬·馬斯葛洛夫先發7局送出5次三振、1次保送，只被敲1安的壓制下，以0：6敗給教士，系列賽以1勝2負敗下陣來，百勝球季黯然劃下句點。

### 2023年
10月1日，大都會宣布前釀酒人總經理大衛·斯特恩斯擔任棒球事務總裁職位，隨後總教練巴克·休瓦特正式宣布將在球季結束後下台，10月5日，比利·艾普勒決定辭掉總經理職位。11月13日，大都會宣布以三年合約外加第四年選擇權由洋基板凳教練卡洛斯·曼多薩擔任總教練。

## 球队老板
美國職棒大聯盟在2020年10月31日宣布，各隊老闆經過投票同意史蒂文·A·科恩 (Steven A. Cohen)買下紐約大都會的交易案。科恩曾在2012年尝试收购洛杉矶道奇队，但被马克·沃尔特(Mark Walter)和古根海姆合伙人(Guggenheim Partners)击败。自1963年起，寇恩就是大都会队的球迷，当时他的祖父将他带到了马球场的第一场大都会队比赛。大都会队搬到皇后区的谢亚球场后，寇恩从长岛附近的家中参加比赛。

## 棒球名人堂球員
| - 羅伯托·阿勒瑪 2002年-2003年 - 瑞奇·艾許伯恩 1962年 - 尤吉·貝拉 球員,1965年,總教練,1972年-1975年 - 蓋瑞·卡特 1985年-1989年 - 湯姆·葛拉文 2003年-2007年 - 瑞奇·韓德森 1999年-2000年 - 佩卓·馬丁尼茲 2005年-2008年 - 威利·梅斯 1972年-1973年 |  | - 艾迪·莫瑞 1992年-1993年 - 麥克·皮耶薩 1998年-2005年 - 諾蘭·萊恩 1966年,1968年-1971年 - 湯姆·西佛 1967年-1977年,1983年 - 杜克·史奈德 1963年 - 華倫·史潘 1965年 - 凱西·史丹格爾 總教練1962年-1965年 - 喬·托瑞 1975年-1977年 |

## 退休號碼
- 5 大衛·萊特，三壘手
- 14 吉爾·霍吉斯，一壘手
- 16 德懷特·古登，投手
- 17 基斯·赫南德茲，一壘手
- 18 達里爾·斯塔比雷，外野手
- 24 威利·梅斯，外野手
- 31 麥克·皮耶薩，捕手
- 36 傑瑞·庫斯曼，投手
- 37 凱西·史丹格爾，總教練
- 41 湯姆·西佛，投手
- 42 傑基·羅賓森，大聯盟各隊共同的永久缺号

## 附屬小聯盟球隊
- AAA：雪城大都會　(Syracuse Mets), 太平洋岸联盟 (Pacific Coast League)
- AA：宾汉顿大都会　(Binghampton Mets), 东方联盟 (Eastern League)
- 高級1A：聖路西大都会　(Saint Lucie Mets), 佛羅里達联盟 (Florida State League)
- A：沙瓦那沙蟲　(Savannah Sand Gnats), 南大西洋联盟 (South Atlantic League)
- 短期1A：布鲁克林旋风　(Brooklyn Cyclones), 纽约─宾州联盟 (New York-Penn League)
- 新人聯盟：湾岸大都会　(Gulf Coast Mets), 湾岸联盟 (Gulf Coast League)
- 新人聯盟：委內瑞拉大都会　(VSL Mets), 委內瑞拉聯盟 (Venezuela Summer League)

## 外部連結
- 紐約大都會官方網站 （页面存档备份，存于）（英文）
- 紐約大都會的Facebook專頁
- 紐約大都會的Instagram帳戶
- 紐約大都會的X（前Twitter）
- YouTube上的紐約大都會頻道

| 獎項                           | 獎項                   | 獎項                             |
| ------------------------------ | ---------------------- | -------------------------------- |
| 前任： 底特律老虎 堪薩斯市皇家 | 世界大赛冠军 1969 1986 | 繼任： 巴爾的摩金鶯 明尼蘇達雙城 |